# Tracey Bregman
Tracey Elizabeth Bregman (* 29. Mai 1963 in München) ist eine US-amerikanische Schauspielerin.

## Leben
Ihr Vater war der Fernsehregisseur und -produzent Buddy Bregman. In der US-amerikanischen Fernsehserie Zeit der Sehnsucht spielt sie die Rolle von Lauren Fenmore Baldwin. In dieser Rolle war sie wiederkehrend von 1983 bis 1995, 2000 und ab 2001 in dieser Seifenoper zu sehen. In der Seifenoper Schatten der Leidenschaft war sie wiederkehrend von 1983 bis 1994, 1995, 2000 und ab 2011 zu sehen. Im Jahre 1981 spielte sie des Weiteren im Film Ab in die Ewigkeit und 1982 im Film Mädchen hinter Gittern (The Concrete Jungle).
Bregman  war von 1987 bis 2010 mit  Ron Recht verheiratet und hat zwei Kinder mit ihm. Sie wohnt mit ihrer Familie in Malibu. Im November 2018 brannte ihre Villa in Malibu durch die Waldbrände in Kalifornien ab.

## Filmografie (Auswahl)
- 1978: Three on a Date (Fernsehfilm)
- 1979: ABC Weekend Specials (Fernsehserie, 1 Folge)
- 1978–1980: Zeit der Sehnsucht (Days of Our Lives, Fernsehserie, 166 Folgen)
- 1980: Der Vagabund – Die Abenteuer eines Schäferhundes (The Littlest Hobo, Fernsehserie, 1 Folge)
- 1981: Ab in Die Ewigkeit (Happy Birthday to Me)
- 1982: Love Boat (The Love Boat, Fernsehserie)
- 1982: Mädchen hinter Gittern (The Concrete Jungle)
- 1982: Fame – Der Weg zum Ruhm (Fame, Fernsehserie, 1 Folge)
- 1983: Ein Colt für alle Fälle (The Fall Guy, Fernsehserie, 1 Folge)
- 1983: The Family Tree (Fernsehserie, 1 Folge)
- 1983: The Funny Farm
- 1983: Gavilan (Fernsehserie, 1 Folge)
- seit 1984: Schatten der Leidenschaft (The Young and the Restless, Fernsehserie)
- 1992–2007: Reich und schön (The Bold and the Beautiful, Fernsehserie, 341 Folgen)
- 2000: Die Liebesschule der Mrs. X (Sex & Mrs. X, Fernsehfilm)
- 2001: Spyder Games (Fernsehserie, 2 Folgen)
- 2010: Reba McEntire: I Keep on Lovin’ You
- 2012: Low Lifes (Fernsehfilm)
- 2013: Misogynist
- 2017: Still (Kurzfilm)
- 2020: Hungry Dog (Kurzfilm, Stimme)
- 2020: A Very Charming Christmas Town (Fernsehfilm)
- 2021: Swag Town (Fernsehfilm)
- 2021: City Limits

## Auszeichnungen und Preise (Auswahl)
- 1979: Soapy Award für ihre Rolle in Zeit der Sehnsucht
- 1979: Young Artist Award für ihre Rolle in Zeit der Sehnsucht
- 1980: Young Artist Award für ihre Rolle in Zeit der Sehnsucht
- 1983: Young Artist Award für ihre Rolle in Schatten der Leidenschaft
- 1985: Daytime Emmy Award für ihre Rolle in Schatten der Leidenschaft